# 2020年東京オリンピックのイタリア選手団
2020年東京オリンピックのイタリア選手団(2020ねんとうきょうオリンピックのイタリアせんしゅだん、伊: Italia ai Giochi della XXXII Olimpiade)は、2021年7月23日から8月8日にかけて日本の首都東京で開催された2020年東京オリンピックのイタリア選手団、およびその競技結果。

## メダル
| メダル | 選手名 | 競技                 | 種目                                | 日付    |
| ------ | --- | -------------------- | ----------------------------------- | ------- |
| 金     | ビト・デル＝アクイラ | テコンドー           | 男子58kg級                          | 7月24日 |
| 金     | バレンティーナ・ロディーニ フェデリカ・チェザリーニ                                                                              | ボート               | 女子軽量級ダブルスカル              | 7月29日 |
| 金     | ジャンマルコ・タンベリ | 陸上                 | 男子走高跳                          | 8月1日  |
| 金     | ラモント・マルチェル・ヤコブス                                                                                                   | 陸上                 | 男子100m                            | 8月1日  |
| 金     | ルッジェーロ・ティタ カテリーナ・バンティ                                                                                        | セーリング           | 混合フォイリングナクラ17            | 8月3日  |
| 金     | シモーネ・コンゾーニ フィリッポ・ガンナ フランチェスコ・ラモン ヨナタン・ミラン                                                  | 自転車               | 男子チームパシュート                | 8月4日  |
| 金     | マッシモ・スタノ | 陸上                 | 男子20km競歩                        | 8月5日  |
| 金     | アントネラ・パルミザノ | 陸上                 | 女子20km競歩                        | 8月6日  |
| 金     | ルイジ・ブーザ | 空手                 | 男子組手75kg級                      | 8月6日  |
| 金     | ロレンツォ・パッタ マルチェル・ヤコブス エセオサ・フォスティネ・デサール フィリッポ・トルトゥ                                    | 陸上                 | 男子4×100mリレー                    | 8月6日  |
| 銀     | ルイジ・ザメーレ | フェンシング         | 男子サーブル個人                    | 7月24日 |
| 銀     | アレッサンドロ・ミレシ トマス・チェッコン ロレンツォ・ザッツェリ マヌエル・フリゴ ほか1名                                        | 競泳                 | 男子4×100mフリーリレー              | 7月26日 |
| 銀     | ディアナ・バコージ | 射撃                 | 女子スキート                        | 7月26日 |
| 銀     | ダニエレ・ガロッツォ | フェンシング         | 男子フルーレ個人                    | 7月26日 |
| 銀     | ジョルジア・ボルディニョン | ウエイトリフティング | 女子64kg級                          | 7月27日 |
| 銀     | ルカ・クラトリ ルイジ・ザメーレ エンリコ・ベレ アルド・モンターノ                                                                | フェンシング         | 男子サーブル団体                    | 7月28日 |
| 銀     | グレゴリオ・パルトリニエリ | 競泳                 | 男子800m自由形                      | 7月29日 |
| 銀     | マウロ・ネスポリ | アーチェリー         | 男子個人                            | 7月31日 |
| 銀     | バネッサ・フェラーリ | 体操                 | 女子ゆか                            | 8月2日  |
| 銀     | マンフレデイ・リッツァ | カヌー               | 男子スプリント・カヤック（K-1）200m | 8月5日  |
| 銅     | エリーザ・ロンゴ・ボルギーニ | 自転車               | 女子ロードレース                    | 7月25日 |
| 銅     | オデッテ・ジュフリーダ | 柔道                 | 女子52kg級                          | 7月25日 |
| 銅     | ミルコ・ザンニ | ウエイトリフティング | 男子67kg級                          | 7月25日 |
| 銅     | ニコロ・マルティネンギ | 競泳                 | 男子100m平泳ぎ                      | 7月26日 |
| 銅     | マリア・チェントラッキオ | 柔道                 | 女子63kg級                          | 7月27日 |
| 銅     | フェデリカ・イゾーラ ロセッラ・フィアミンゴ マーラ・ナバッリア アルベルタ・サントゥッチョ                                        | フェンシング         | 女子エペ団体                        | 7月27日 |
| 銅     | マッテオ・カスタルド マルコ・ディ・コスタンツォ マッテオ・ロード ジュゼッペ・ビチーノ ほか1名                                    | ボート               | 男子舵手なしフォア                  | 7月28日 |
| 銅     | フェデリコ・ブルディッソ | 競泳                 | 男子200mバタフライ                  | 7月28日 |
| 銅     | ステファノ・オッポ ピエトロ・ルタ                                                                                                | ボート               | 男子軽量級ダブルスカル              | 7月29日 |
| 銅     | エリカ・チプレッサ アリアンナ・エリーゴ マルティナ・バティーニ アリチェ・ボルピ                                                  | フェンシング         | 女子フルーレ団体                    | 7月29日 |
| 銅     | ルチーラ・ボアリ | アーチェリー         | 女子個人                            | 7月30日 |
| 銅     | シモーナ・クアダレラ | 競泳                 | 女子800m自由形                      | 7月31日 |
| 銅     | イルマ・テスタ | ボクシング           | 女子フェザー級                      | 7月31日 |
| 銅     | アントニーノ・ピッツォラート | ウエイトリフティング | 男子81kg級                          | 7月31日 |
| 銅     | トマス・チェッコン ニコロ・マルティネンギ フェデリコ・ブルディッソ アレッサンドロ・ミレシ                                        | 競泳                 | 男子4×100mメドレーリレー            | 8月1日  |
| 銅     | グレゴリオ・パルトリニエリ | マラソンスイミング   | 男子10kmマラソンスイミング          | 8月5日  |
| 銅     | エリア・ビビアーニ | 自転車               | 男子オムニアム                      | 8月5日  |
| 銅     | ビビアナ・ボッターロ | 空手                 | 女子形                              | 8月5日  |
| 銅     | アブラーム・デ・ヘスス・コニェド・ルアーノ                                                                                       | レスリング           | 男子フリースタイル97kg級            | 8月7日  |
| 銅     | マルティーナ・チェントファンティ アニェセ・ドゥランティ アレッシア・マウレーリ ダニエラ・モグレアン マルティーナ・サンタンドレア | 新体操               | 新体操団体                          | 8月8日  |

## 種目別選手

### アーチェリー
- 1名[1]